# مهران الرازي
مهران بهرام الرازي المعروف اختصارًا مهران الرازي (توفي عام 637)، هو قائد عسكري فارسي من عائلة مهران. قُتل عام 637 في معركة جلولاء على يد القعقاع بن عمرو التميمي.

## سيرته
ذُكر مهران لأول مرة خلال الفتح الإسلامي لفارس. وعُرف بكونه قائد الجناح الأيسر من الجيش الساساني في معركة القادسية.